# 梅迪本普斯 (緬因州)
梅迪本普斯（英語：Meddybemps）是一個位於美國緬因州華盛頓縣的鎮。

## 人口
根據2020年美國人口普查的數據，梅迪本普斯的面積為41.62平方千米，當中陸地面積為33.95平方千米，而水域面積為7.67平方千米。當地共有人口139人，而人口密度為每平方千米3人。